# Giuseppe Soria
Giuseppe Soria (Vasto, 11 marzo 1978) è un giocatore di beach soccer e calciatore italiano.

## Carriera

### Beach Soccer
Nella stagione 2003-2004 gioca per la Lemme Beach Soccer a Vasto Marina. Nel 2005 viene convocato da Massimo Agostini per le qualificazioni europee a Portimão in Portogallo. Nel 2011 diventa il miglior marcatore del campionato italiano di beach soccer. Nel 2013 viene nominato capitano della nazionale italiana di beach soccer. Sempre lo stesso anno con la Sanbenedettese Beach Soccer vince la Coppa Italia e partecipa all'Euro Winners Cup.

### Calcio
Nella stagione 2005-2006 Giuseppe Soria partecipa al campionato d'Eccellenza con la Val di Sangro. Nel 2009 vince il campionato di serie D con la squadra FC Pro Vasto. Nel 2013 diventa capitano della squadra FC Pro Vasto.

## Palmarès

### Beach Soccer
| ANNO | COMPETIZIONE                         |
| ---- | ------------------------------------ |
| 2005 | Euro Beach Soccer League             |
| 2008 | Finale Coppa del Mondo               |
| 2010 | Finale Euro Beach Soccer League      |
| 2010 | Terzo posto Euro Beach Soccer Cup    |
| 2012 | Terzo posto Euro Beach Soccer League |
| 2013 | BSWW Mundialito                      |
| 2016 | BSWW Mundialito                      |

### Calcio
| ANNO | TITOLO             | SQUADRA      |
| ---- | ------------------ | ------------ |
| 2009 | Campionato serie D | FC Pro Vasto |